# Richard Kweku Abusua-Yedom Quarshie
Richard Kweku Abusua-Yedom Quarshie (* 1922; † September 1996) war ein ghanaischer Diplomat, Geschäftsmann und Politiker.

## Ausbildung
Richard Quarshie war ein hochrangiger Angestellter, als er zum Studium nach England geschickt wurde.

## Werdegang
Richard Kweku Abusua-Yedom Quarshie war königlich afrikanischer Abstammung und mit Emma Wilhelmina Philips (1917–2004) verheiratet; sein Sohn ist Hugh Quarshie.
Er gehörte zu den ersten Diplomaten Ghanas; er wurde bei der Einrichtung der Missionen in London und Paris beschäftigt.
Vom 22. November 1960 bis 1967 war er Botschafter in Leopoldville/Kinshasa.
Am 22. November 1960 überlebte er innerhalb von 24 Stunden zweimal den Einsatz von Truppen von Mobutu Sese Seko.
1967 war er Botschafter in Kairo.
Am 1. Juli 1968 war Quarshie Gründungspräsident der Ghana Industrial Holding Corporation und wurde Präsident des Ghana Cocoa Board sowie Vorortsdirektor der Consolidated African Selection Trust Ltd. die Diamantbergbau betreibt.
Vom 31. August 1970 bis zum 13. Januar 1973 war er Minister für Handel, Industrie und Tourismus in der Regierung von Kofi Abrefa Busia.